# ヴァリエ郡

ヴァリエ郡
Valyè

ヴァリエ郡（ヴァリエぐん、ハイチ語: Valyè、フランス語: Vallières）は、ハイチ北東県南部の内陸の郡。北西にトゥウ・ディノー郡、北東にフォーリベーテ郡、ワナマント郡、南東にドミニカ共和国ダハボン州及び中央県セカ・ラスース郡、南西にアンシュ郡、北県サン・ラファイェル郡と接する。
北部にヴァリエ、南東部にカリス、南部にモンバン・クウォシの3つのコミーンが置かれている。郵便番号は24から始まる。

## 脚註
1. 1 2  “Haiti: administrative units, extended”.   GeoHive.com. 2016年10月5日時点のオリジナルよりアーカイブ。2021年8月10日閲覧。
2. ↑  “POPULATION TOTALE, POPULATION DE 18 ANS ET PLUS MÉNAGES ET DENSITÉS ESTIMÉS EN 2015” (pdf).   Institut Haïtien de Statistique et d’Informatique (IHSI). pp. 16 - 17 (2015年3月). 2021年8月10日閲覧。